# Diego Calcaterra
Diego Ezequiel Calcaterra (Monte Buey, 26 luglio 2001) è un calciatore argentino, centrocampista del San Lorenzo.

## Caratteristiche tecniche
È un centrocampista difensivo che può giocare anche al centro della difesa.

## Carriera
Cresciuto nel settore giovanile del Newell's Old Boys, debutta in prima squadra il 4 aprile 2021 giocando il match di Copa de la Liga Profesional pareggiato 2-2 contro l'Huracán.

## Statistiche

### Presenze e reti nei club
Statistiche aggiornate al 5 maggio 2021.
| Stagione        | Squadra           | Campionato      | Campionato | Campionato | Coppe nazionali | Coppe nazionali | Coppe nazionali | Coppe continentali | Coppe continentali | Coppe continentali | Altre coppe | Altre coppe | Altre coppe | Totale | Totale |
| Stagione        | Squadra           | Comp            | Pres       | Reti       | Comp            | Pres            | Reti            | Comp               | Pres               | Reti               | Comp        | Pres        | Reti        | Pres   | Reti   |
| --------------- | ----------------- | --------------- | ---------- | ---------- | --------------- | --------------- | --------------- | ------------------ | ------------------ | ------------------ | ----------- | ----------- | ----------- | ------ | ------ |
| 2021            | Newell's Old Boys |                 | -          | -          | CdL             | 5               | 0               | CL                 | 3                  | 0                  |             | -           | -           | 8      | 0      |
| Totale carriera | Totale carriera   | Totale carriera | 0          | 0          |                 | 5               | 0               |                    | 3                  | 0                  |             | -           | -           | 8      | 0      |